# Enoplognatha yelpantrapensis
Enoplognatha yelpantrapensis là một loài nhện trong họ Theridiidae.
Loài này thuộc chi Enoplognatha. Enoplognatha yelpantrapensis được Alberto Barrion & James A. Litsinger miêu tả năm 1995.